# El Clamor del Magisterio
El Clamor del Magisterio va ser un setmanari professional de pedagogia, una de les revistes catalanes més importants i influents en aquest àmbit, publicada entre 1865 i 1886.
La revista la va fundar l'octubre de 1865 el pedagog Joaquim Montoy i Escuer. Tenia diverses seccions dedicades a temes oficials, doctrinals, a més de la crònica i espais de col·laboracions i notícies. Com tantes altres revistes professionals de mestres i professors va denunciar la penosa situació del sistema educatiu espanyol, i des de totes les seves seccions es van llançar queixes i reivindicacions relatives als problemes de les escoles i a la feina dels mestres com la creació d'escoles de pàrvuls, la higiene en els locals escolars, l'intrusisme laboral, les oposicions i les jubilacions, entre d'altres. Des de les seves pàgines es va reclamar el manteniment econòmic del sistema educatiu passés a mans de l'estat o de les províncies, en lloc de dependre dels municipis, o es criticà al govern quan va recuperar el control dels llibres de text el 1875, que deixava al professor sense el seu criteri científic d'elegir el text. La revista va desaparèixer el 1886 i al llarg de la seva existència va tenir col·laboradors com Joan Basté i Serarols, Antoni Bori i Fontestà. o Ignasi Farré i Carrió.